# Znak Jednorożca
Znak Jednorożca (tyt. oryg. Sign of the Unicorn) – trzecia część serii Kronik Amberu autorstwa Rogera Zelazny’ego. Książka została wydana po raz pierwszy w lutym 1975 roku. ISBN 0-385-08515-X

## Fabuła
Eryk nie żyje. Corwin rządzi Amberem jako regent. Ginie Caine, poszlaki wskazują właśnie na Corwina, który decyduje się odszukać Branda. Najpierw jednak uczy się używać Klejnotu Wszechmocy. Próba dotarcia do Branda za pomocą kart udaje się, jednak ktoś rani go sztyletem. Kiedy Corwin wraca do swojego pokoju ktoś próbuje go zamordować. Jednak, ponieważ wciąż ma na szyi Klejnot, odczuwa spowolnienie czasu i udaje mu się odrobinę zmienić kierunek ostrza, dzięki czemu nie ginie na miejscu. W niewiadomy sposób zostaje przeniesiony na Ziemię do swojego starego domu, gdzie mieszkał jako Carl Corey.

## Wydanie polskie
W Polsce książka wydana w 1995 roku nakładem wydawnictwa Iskry, z tłumaczeniem Piotra W. Cholewy (ISBN 83-207-1411-7). Powtórnie wydana w 2000 nakładem wydawnictwa Zysk i S-ka (ISBN 83-7150-641-4).